# Kornelija Kvesić
Kornelija Kvesić  (nacida el 25 de agosto de 1963 en Kakanj, Yugoslavia) es una exjugadora de baloncesto croata. Consiguió 3 medallas en competiciones oficiales con Yugoslavia.